# Prosopocera duodecimguttata
Prosopocera duodecimguttata är en skalbaggsart som beskrevs av Teocchi 1994. Prosopocera duodecimguttata ingår i släktet Prosopocera och familjen långhorningar.
Artens utbredningsområde är Kenya. Inga underarter finns listade i Catalogue of Life.